# Arrondissement Narbonne
Narbonne is een arrondissement van het Franse departement Aude in de regio Occitanie. De onderprefectuur is Narbonne.

## Kantons
Het arrondissement was tot 2014 samengesteld uit de volgende kantons:
- Kanton Coursan
- Kanton Durban-Corbières
- Kanton Ginestas
- Kanton Lézignan-Corbières
- Kanton Narbonne-Est
- Kanton Narbonne-Ouest
- Kanton Narbonne-Sud
- Kanton Sigean
- Kanton Tuchan

Na de herindeling van de kantons door het decreet van 21 februari 2014 met uitwerking op 22 maart 2015 zijn dat:
- Kanton Les Basses Plaines de l'Aude
- Kanton Les Corbières
- Kanton Le Lézignanais
- Kanton Narbonne-1
- Kanton Narbonne-2
- Kanton Narbonne-3
- Kanton Le Sud-Minervois
- Kanton Les Corbières Méditerranée
- Kanton La Montagne d’Alaric (deel: 3/29)